# Shey
Shey es una localidad de la India en el distrito de Leh, estado de Ladakh.

## Geografía
Se encuentra a una altitud de 3 250 m s. n. m. a 785 km de la capital estatal, Srinagar, y a 17,5 km de la ciudad de Leh, en la zona horaria UTC +5:30.

## Demografía
Según estimación 2010 contaba con una población de 2 369 habitantes.